# Cuarto de derrota

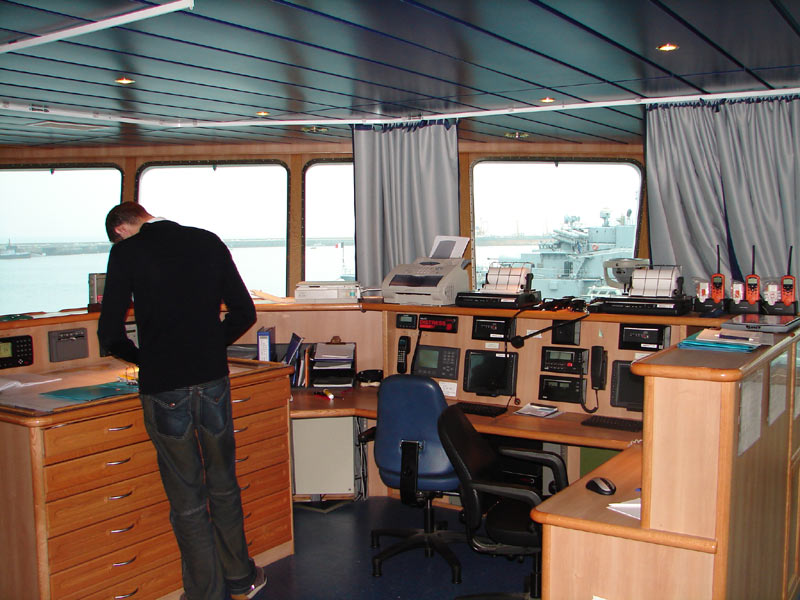
Cuarto de derrota.

El cuarto de derrota es una área contigua al puente de mando (timonera) donde se sitúa la mesa de cartas náuticas y desde donde se efectúa el cálculo y el trazado de la posición del barco. Se suele llamar derrota al camino planeado y seguido por una embarcación, que se traza sobre los mapas o las cartas de navegación. En el caso de que el cuarto de derrota se encuentre integrado en el puente de mando, en navegación nocturna se lo aísla por medio de cortinas para que no altere la necesaria oscuridad que debe reinar en el puente de mando. Además de la mesa con las cartas de navegación, se instala allí todo el instrumental necesario para la navegación en el mar: sistema de posicionamiento global (GPS), sonda náutica, cronómetro marino, radio, teléfono, telégrafo, etc.).